# Raúl Alarcón
Raúl Alarcón García (Sax, Alicante, España, 25 de marzo de 1986) es un ciclista profesional que debutó como profesional en el año 2007 con el equipo Saunier Duval-Prodir.

## Trayectoria
Tras dos temporadas como profesional tuvo que recalificarse amateur, categoría en la que corrió para CCN-Valencia Terra i Mar y para Asfaltos Guerola-Valencia-Terra i Mar donde ganó la Copa de España de Ciclismo, el Ranking de la Real Federación Española de Ciclismo y la Vuelta a Segovia en 2010.
Tras dos años, volvió en 2011 al profesionalismo de la mano del equipo luso Barbot-Efapel.
En 2011, consiguió el premio de la montaña en el G. P. de Llodio y en la Vuelta a Castilla y León y ganar una etapa en el Trofeo Joaquim Agostinho.
En 2013 fichó por el equipo Louletano-Dunas Douradas donde venció una etapa en la Volta a Portugal.
En 2015 fichó por el equipo W52-Quinta da Lixa-Jetclass donde consiguió acabar el 13º en la Volta a Portugal y 4º en el Tour do Río (Brasil).
En 2016 el equipo pasó a ser una de las secciones del equipo de fútbol del Oporto y denominarse W52-Fc Porto-Porto Canal, donde consiguió vencer la montaña en la Vuelta a Castilla y León y en la Vuelta a Asturias, una etapa en el Trofeo Joaquim Agostinho donde terminó 3º en la general y 4º en la Volta a Portugal.
En 2017 venció la última etapa de la Vuelta a Asturias y la general por delante de Nairo Quintana y de Óscar Sevilla. 
También venció una etapa en la Vuelta a la Comunidad de Madrid y fue 2º en la general, una etapa en el Gran Premio Internacional de Fronteras y la Sierra de la Estrella y dos etapas en la Volta a Portugal (una de ellas en la mítica llegada al alto de Senhora da Graça) y la general final. En 2018 repetiría éxito en la ronda portuguesa al llevarse nuevamente la general además de tres etapas.
El 21 de octubre de 2019 la UCI lo sancionó de manera provisional por el uso de sustancias y/o métodos prohibidos. El 10 de marzo de 2021 se hizo pública su suspensión de cuatro años, hasta el 20 de octubre de 2023, pero no se le anularon sus resultados porque el caso, aunque ha sido ratificado por el TAS, ha sido recurrido por el ciclista ante los tribunales federales suizos.

## Palmarés
2011
- 1 etapa del Trofeo Joaquim Agostinho

2013
- 1 etapa de la Vuelta a Portugal

2016
- 1 etapa del Trofeo Joaquim Agostinho

2017
- Vuelta a Asturias, más 1 etapa
- 1 etapa de la Vuelta a la Comunidad de Madrid
- 1 etapa del Gran Premio Internacional de Fronteras y la Sierra de la Estrella
- Vuelta a Portugal, más 2 etapas

2018
- Gran Premio Nacional 2 de Portugal, más 1 etapa
- Vuelta a Portugal, más 3 etapas

## Equipos
- Saunier Duval-Prodir (2007-2008)
- Efapel (2011-2012)
  - Barbot-Efapel (2011)
  - Efapel-Glassdrive (2012)
- Louletano-Dunas Douradas (2013-2014)
- W52 (2015-2019)
  - W52-Quinta da Lixa (2015)
  - W52-FC Porto (2016-2019)